# Kiss Barnabás
Kiss Barnabás (2006. –) magyar zeneszerző.

## Életpálya
Kiss Barnabás, művésznevén Kiss Barni, magyar zeneszerző, aki fiatal kora ellenére jelentős figyelmet vívott ki magának a hazai rockzenei színtéren. 2024-ben, mindössze 18 évesen jelentette meg első albumát, amelynek sokszínűsége tükrözi a családja által közvetített változatos zenei hatásokat.
Már gyermekkorában felfedezte a zene iránti szenvedélyét, amelyet családja teljes egyre inkább az alkotói tevékenység felé fordult. Ez a kreatív energia vezetett el első albumának megszületéséhez.
2024-ben kezdte meg a közös munkát a You and Media Managementtel, hogy minél szélesebb közönséghez eljuttassa zenéjét. A jövőben magyar nyelvű dalokkal is tervezi bővíteni repertoárját, miközben tovább építi karrierjét.

## Zenei stílus és hatások
Zenéjét egyedi hangzásvilág és sokszínűség jellemzi, amelyet különböző zenei műfajok inspirálnak. Gyermekkori zenei élményei nagy hatással voltak rá, és ezek a hatások megjelennek saját szerzeményeiben is.

## Magánélet
A Nemes Nagy Ágnes Művészeti Szakgimnázium tanulója, ahol saját darabokon is dolgozik. Családja és barátai kezdetektől fogva támogatják, édesapja különösen fontos szerepet játszik karrierje tudatos építésében.

## Diszkográfia
| Album címe | Megjelenés éve | Kiadó          |
| ---------- | -------------- | -------------- |
| Chokehold  | 2024           | Szerzői kiadás |